# Szekhemib-Perenmaat
Szekhemib-Perenmaat az ókori egyiptomi II. dinasztia vitatott fáraója volt, egyesek szerint személye megegyezik Széth-Peribszenével, mások szerint míg ő Alsó-Egyiptomot uralta, Széth-Peribszen Felső-Egyiptomot. Újabb keletű régészeti bizényítékok arra mutattak rá, hogy Haszehemui elődje Szekhemib-Perenmaat volt, ugyanis Széth-Peribszen hatalma valószínűleg csak Abüdosz és Elephantiné vidékére (Felső-Egyiptomra) korlátozódott, elveszítve az irányítást Alsó-Egyiptom felett. Így neki egyáltalán nem voltak régészeti bizonyítékei Szakkarában, Szekhemib-Perenmaat sírja azonban Umm el-Qa'abban fekszik, közel Haszehemui sírjához. Ezt támasztja alá Günter Dreyer kutatása, aki pecséteket talált Haszehemui sírjában Szekhemib-Perenmaat nevével. Ezt a nézetet támogatja Francesco Raffaele is. Hogy hol helyezkedik el ebben a kronológiában Széth-Peribszen, az még kérdés.